# Refluxesofagit
Refluxesofagit är en inflammation (suffix -it), som drabbar matstrupen (esofagus). Detta beror på att magsyra åker åt fel håll (reflux) och kommer upp i matstrupen. När området för magmunnen (LES) befinner sig ovanför diafragma kan LES öppna sig och släppa ut maginnehåll. Detta sker naturligt flera gånger om dagen och när vi rapar och kräks. Därefter ska LES kontrollerat glida tillbaka till sin naturliga plats under diafragman. När LES är under diafragman kan inte maginnehållet (magsyra, mat eller luft) ta sig till matstrupen. Vid refluxesofagit är vanligen diafragmans muskulatur försvagad och gör att LES och del av magsäcken okontrollerat glider upp i brösthålan och ger reflux. Den vanligaste orsaken till detta är en försvagad inre muskulatur (diaframgabråck) och övervikt, graviditet, ålderdom och muskelsjukdom kan förvärra tillståndet. Det finns även vissa studier som visar att rökning och alkohol förvärrar tillståndet ytterligare. Vanliga symptom är halsbränna, harklingar, segt slem, reflux och sura uppstötningar. En del får även torrhosta, sväljsvårigheter och klumpkänsla i halsen.  
Vid diagnosticering går man in med ett instrument i matstrupen och magsäcken (gastroskopi), och ibland mäts pH och tryck i matstrupen under 24 timmar. Långvarigt tillstånd med magsyra i matstrupen kan leda till en lokal cellförändring då det ursprungliga flerskiktade skivepitelet förändras till cylindriskt epitel. Detta kallas Barretts esofagus.
Refluxesofagit behandlas effektivt med protonpumpshämmare (PPI) då denna läkemedelsgrupp tar bort saltsyreproduktionen i magsäcken och detta leder till att magsyran blir mindre frätande. Den försvagade muskulaturen blir inte starkare av PPI. Protonpumpshämmare ska ej användas under längre tid än nödvändigt utifrån rapporterade biverkningar. 